# Rimiti
Rimiti is een plaats (frazione) in de Italiaanse gemeente Casalvecchio Siculo.